# 뤄후이닝

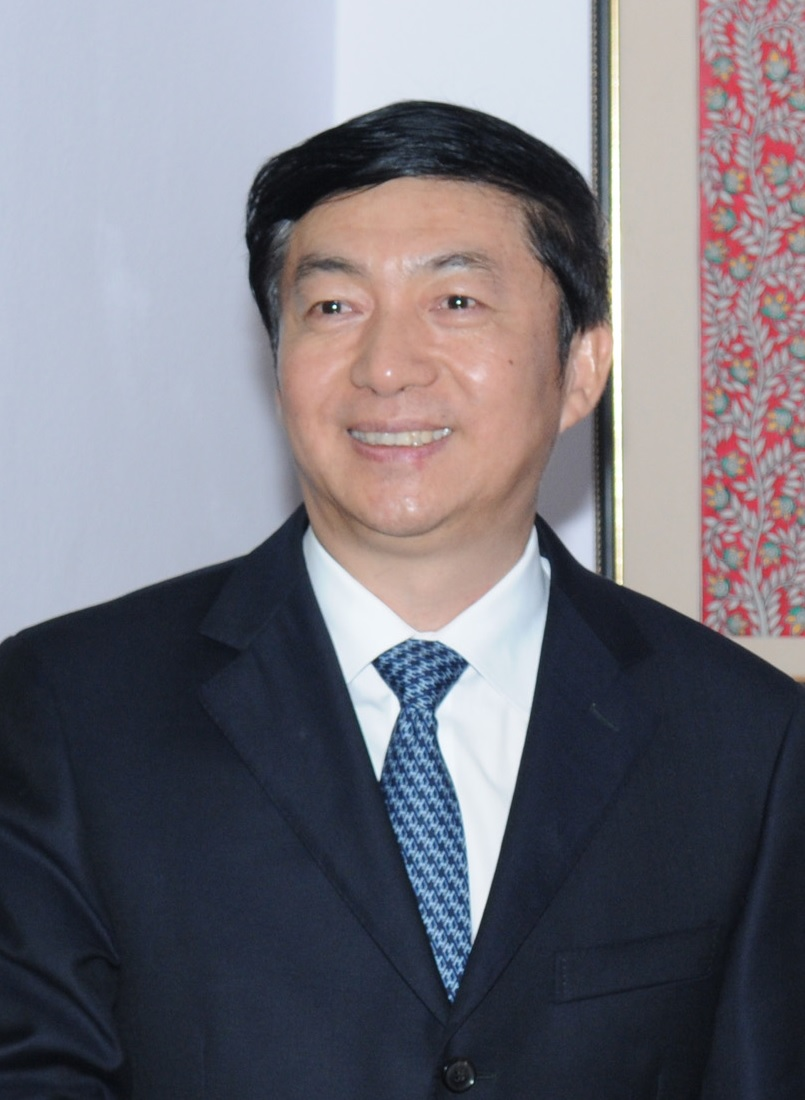

뤄후이닝(락혜녕, 중국어 간체자: 骆惠宁, 1954년 10월 ~ )은 중화인민공화국의 정치인이다. 현재 홍콩 주재 중앙 연락 국장이다.

## 생애
뤄후이닝은 안후이성 당투현에서 태어났지만 저장성 이우시 출신으로 간주된다. 1970년 9월, 16세의 뤄후이님은 안후이성 마안산시 교외의 츠후(慈湖) 인민공사에서 지청(지식 청년)으로 일을 시작했다. 1971년 10월 안후이성 마안산 강철공사 제2제강 공장에서 노동자로 일했고 1972년 11월 안후이대학 경제학과에 입학하여 공부했다. 1982년 8월, 학교를 졸업 후 안후이성 인민정부 판공청 비서로 임명되었다. 1985년 5월 안후이성 대외무역위원회로 자리를 옮겨 인진처 부처장과 기술진출구처 부처장, 처장 등을 역임했다. 1988년 9월부터 1989년 9월까지 안후이대학 외국어학과를 다녔으며 1991년부터 1992년까지 안후이성 당교에서 공부했다.
1993년 3월 안후이성 대외무역위원회 부주임과 대외무역청 부처장, 당조부서기 등을 지냈고 1995년 4월 안후이성 인민정부 판공청 부비서장과 판공청 주임에 임명되었다. 1997년 안후이성 인민정부 비서장과 판공청 당조서기로 승진했고 1998년 2월 중국공산당 차오후 지역위원회 서기로 자리를 옮겼다. 1999년 10월, 중국공산당 안후이성 성위원회 선전부장으로 선출되었고 같은해 12월 안후이성 성 상임위원회 위원으로 승진했다. 1999년부터 2002년까지 중국과학기술대학 경영대학원에서 경영학 석사 학위를 받았고 2000년 9월부터 2003년 7월까지 중국인민대학 경제학부에서 경제학 박사 학위를 받았다.
2003년 4월, 49세의 뤄후이닝은 중국공산당 칭하이성 성위원회 부서기로 임명되었고 2004년 12월 칭하이성 성위원회 당교 교장을 겸임했다. 2009년 12월 칭하이성 인민정부 당조서기를 거쳐 2010년 1월 칭하이성 인민정부 성장으로 임명되었다. 2013년 3월 칭하이성 성위원회 서기로 임명되었고 같은해 4월 칭하이성 인민대표대회 상무위원회 주임으로 선출되었다.
2016년 6월 중국공산당 산시성 성위원회 서기로 자리를 옮겼다. 2017년 1월 산시성 인민대표대회 상무위원회 주임으로 선출되었다.